# 덕트 테이프

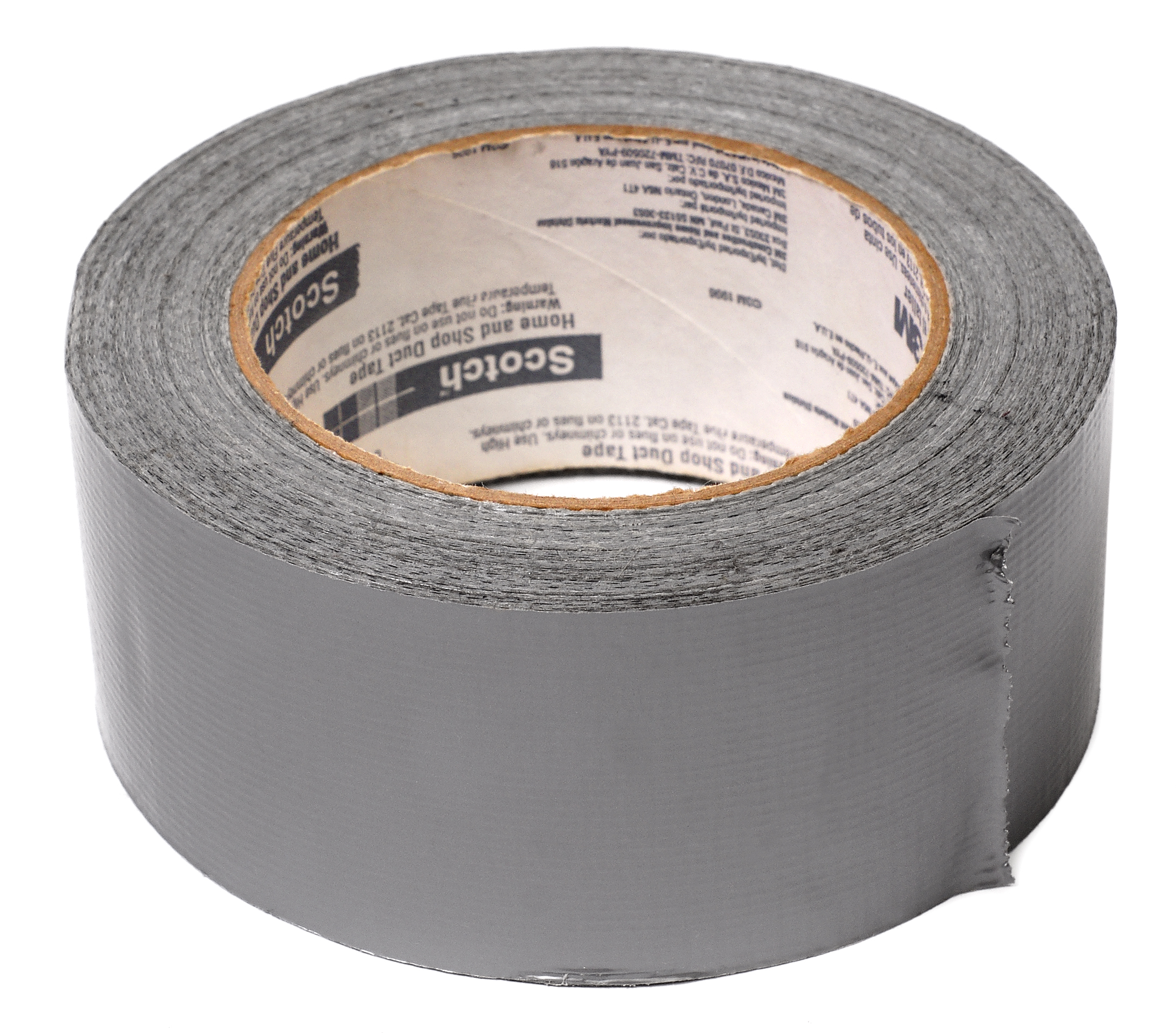
덕트 테이프

덕트 테이프(duct tape)는 강력 접착 테이프이다. 폴리에틸렌으로 코팅되기도 한다.
덕트 테이프는 종종 폴리에틸렌으로 코팅된 천 또는 스크림 뒷면의 감압 테이프이다. 다양한 백킹과 접착제를 사용하는 다양한 구조가 있으며 '덕트 테이프'라는 용어는 목적이 다른 다양한 천 테이프를 지칭하기 위해 일반화되었다. 난방 및 냉각 덕트를 밀봉하는 데 유용한 내열성 호일 테이프는 표준 덕트 테이프의 접착제가 실패하고 난방 덕트에 사용할 때 합성 섬유 강화 메쉬가 열화되기 때문에 생산된다.
덕트 테이프는 일반적으로 은회색이지만 기발한 노란색 오리, 대학 로고에서 실용적인 위장 패턴에 이르기까지 다른 색상과 인쇄 디자인으로도 제공된다. 개퍼 테이프(덕트테이프와 달리 무반사로 깔끔하게 제거되도록 설계)와 혼동되는 경우가 많다.
제2차 세계 대전 중에 리볼라이트(Revolite, 당시 존슨앤존슨 사업부)는 내구성이 뛰어난 오리 천 안감에 적용된 고무 기반 접착제로 만든 접착 테이프를 개발했다. 이 테이프는 물에 강하며 그 기간 동안 일부 탄약 상자를 밀봉하는 데 사용되었다.
"Duck tape"라는 용어는 옥스퍼드 영어 사전에 1899년부터 사용된 것으로 기록되어 있으며 "duct tape"("아마도 초기 덕 테이프의 변경"으로 설명됨)은 1965년부터 사용되었다.